# 11686 Samuelweissman
11686 Samuelweissman eller 1998 FU36 är en asteroid i huvudbältet som upptäcktes den 20 mars 1998 av LINEAR i Socorro County, New Mexico. Den är uppkallad efter Samuel Weissman.